# Phare de Horssten
Le phare de Horssten est un phare automatique situé en Suède sur l'île d'Horssten (sv), à 12 km à l'est de Sandhamn. Il a été mis en service en 1952.

## Caractéristiques
Mesurant 4 mètres de haut, il ressemble à une cabine de plage et émet sa lumière par une fenêtre horizontale donnant sur trois de ses façades. Son signal lumineux est émis horizontalement toutes les 12 secondes à 14 mètres au-dessus de la mer. Il peut être blanc, rouge ou vert.